# Paweł Tekiela
Paweł Tekiela (ur. 5 maja 1992 w Krakowie) – polski tancerz reprezentujący najwyższą taneczną klasę „S”, młodzieżowy mistrz świata w tańcach latynoamerykańskich z 2010.

## Kariera taneczna
Od 2006 reprezentuje Polskę w krajowych i międzynarodowych turniejach tanecznych. W 2009 tańczył z Magdaleną Piątek i Weroniką Piwowarczyk. Od listopada 2009 do listopada 2010 tańczył z Agnieszką Kaczorowską, z którą w 2010 zdobył – w stylu latynoamerykańskim – młodzieżowe mistrzostwo Polski i świata oraz zajął trzecie miejsce na mistrzostwach Europy. Od listopada 2010 do czerwca 2011 reprezentował Danię w parze z Zią James. W sierpniu 2011 wrócił do reprezentowania Polski, tym razem z Aleksandrą Konstantinową.